# Бронебійний снаряд

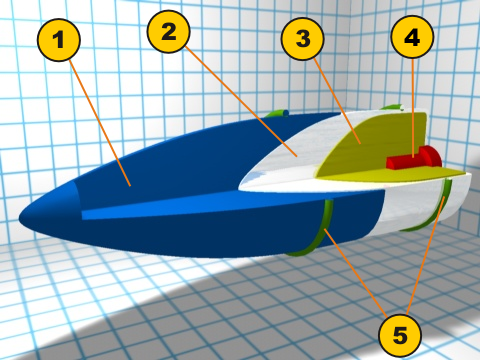
Частини бронебійного снаряда. Цифрами позначені: 1 — легка балістична оболонка; 2 — бронебійна сталь; 3 — вибухівка; 4 — детонатор

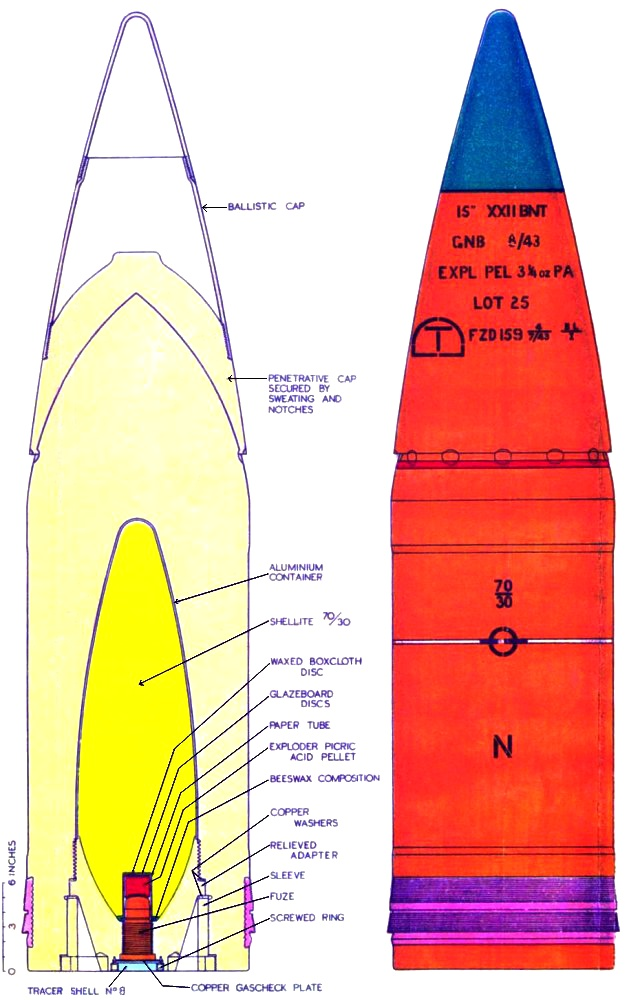
Бронебійний снаряд корабельної артилерійської системи BL 15 inch Mk I

Бронебі́йний снаря́д — артилерійський снаряд основного призначення, який використовують для ураження броньованих цілей: танків, самохідних артилерійських установок, бойових машин піхоти, бронетранспортерів, кораблів тощо); також його використовують для стрільби по амбразурах і бронекуполах довготривалих оборонних споруд.

## Історія виробу
Вперше бронебійні снаряди із загартованого чавуну (гостроголові), що був винайдений німецьким інженером і промисловцем Германом Грузоном, з'явилися наприкінці 60-х рр. 19 століття на озброєнні корабельної та берегової артилерії, оскільки звичайні снаряди не могли пробити броню кораблів. У польовій артилерії їх почали застосовувати у боротьбі з танками в Першій світовій війні. Бронебійні снаряди входять в боєкомплект гармат і є основними боєприпасами для танкової і протитанкової артилерії.

## Характеристики та призначення
Дія бронебійних снарядів характеризується високою бронепробивністю і руйнівною дією за бронею.
Бронепробивність снаряда залежить головним чином від його кінетичної енергії у момент зустрічі з ціллю, міцності корпуса, кута зустрічі з бронею. Чим більше швидкість і маса снаряда, чим ближче до 90° кут зустрічі, тим більшу товщину броні здатний він пробити.
Ураження за бронею наноситься ударною, уламковою, фугасною та запалювальною діями снаряда. Бронебійні снаряди підрозділяються на каліберні та підкаліберні. Каліберні бронебійні снаряди за своєю будовою можуть бути камерними (з розривним зарядом) і суцільними (без вибухової речовини), а за конструкцією головної частини — гостроголовими, тупоголовими і гостроголовими з бронебійним наконечником. Камерний бронебійний снаряд складається з корпуса, дна, невеликого розривного заряду, донного детонатора і трасера.
Корпус має масивну головну частину з високолегованої, термічно обробленої сталі. Гостроголові бронебійні снаряди найефективніші при стрільбі по броні низької твердості, а тупоголові — по броні високої твердості. Щоб додати тупоголовому снаряду аеродинамічну форму, на його головній частині закріплюють балістичний наконечник. При достатній силі удару і міцності снаряд повністю пробиває броню, розривається і завдає шкоди осколками власного корпуса і осколками броні. Щоб додати снаряду запалювальної здатності в камору з вибуховою речовиною інколи вкладають терміт або алюмінієвий порошок. Суцільні бронебійні снаряди складаються з міцного сталевого корпуса, балістичного наконечника і трасера. В ньому відсутні розривний заряд і детонатор. Він пробиває перешкоду лише силою удару і знищує екіпаж і життєві центри танка корпусом снаряда і осколками пробитої ним броні.
За конструктивними особливостями розрізняють підкаліберні бронебійні снаряди котушкової і обтічної форми, а також з піддоном, що відділяється; за способом стабілізації у польоті — що обертаються і з оперенням.
Підкаліберні бронебійні снаряди складаються з корпуса (піддона), бронебійного сердечника, балістичного наконечника і трасера. Бронепробивна частина підкаліберного бронебійного снаряда — сердечник, діаметр якого приблизно втричі менший від калібру гармати (звідси і назва снаряда). Сердечник виготовляється із сплавів великої питомої маси і має високу міцність. При ударі снаряда в броню його корпус руйнується, сердечник пробиває броню і осколками (своїми і броні) знищує екіпаж і виводить з ладу внутрішнє устаткування танка. Якщо каліберні бронебійні снаряди на дальності до 1000 м пробивають броню завтовшки лише в 1,2—1,3 раза більшу за свій калібр, то підкаліберні бронебійні снаряди — у 2—3 рази. На великих дальностях (до 1500—2000 м) стрільба ефективна лише підкаліберними бронебійними снарядами обтічної форми, оскільки снаряди котушкової форми швидко втрачають швидкість на траєкторії і втрачають свою перевагу в бронепробивності.